# Tony Cottee
Antony Richard Cottee, detto Tony (Londra, 11 luglio 1965), è un ex calciatore e allenatore di calcio inglese, di ruolo attaccante.

## Carriera

### Club
Come giocatore, è stato un attaccante dal 1982 al 2001, giocando in particolare nella massima serie del calcio inglese per West Ham United, Everton e Leicester City. È stato selezionato sette volte dall'Inghilterra e ha giocato nella Football League per Birmingham City, Norwich City e Millwall. Ha anche trascorso un periodo in Malaysia con il Selangor e ha trascorso una stagione come giocatore-manager del Barnet.
Ha giocato nella finale di FA Cup con l'Everton del 1989 sconfitta contro il Liverpool e ha vinto la Coppa di Lega con il Leicester City nel 2000. Il suo bilancio finale in carriera è stato di 579 partite di campionato e 226 gol (99 dei quali con l'Everton). In tutte le competizioni ha collezionato 712 partite e 293 gol. Ha superato la sua ambizione di segnare 200 gol in campionato nella sua carriera, ma non ha raggiunto l'obiettivo di 300 gol in tutte le competizioni. Tuttavia, è stato uno dei marcatori più prolifici che il calcio inglese ha visto negli anni '80 e '90.

### Nazionale
Ha collezionato 7 presenze con la maglia della propria Nazionale.

## Statistiche

### Presenze e reti nei club
| Stagione              | Squadra               | Campionato            | Campionato | Campionato | Coppe nazionali | Coppe nazionali | Coppe nazionali | Coppe continentali | Coppe continentali | Coppe continentali | Altre coppe | Altre coppe | Altre coppe | Totale | Totale |
| Stagione              | Squadra               | Comp                  | Pres       | Reti       | Comp            | Pres            | Reti            | Comp               | Pres               | Reti               | Comp        | Pres        | Reti        | Pres   | Reti   |
| --------------------- | --------------------- | --------------------- | ---------- | ---------- | --------------- | --------------- | --------------- | ------------------ | ------------------ | ------------------ | ----------- | ----------- | ----------- | ------ | ------ |
| 1982-1983             | West Ham Utd          | FD                    | 8          | 5          | FACup+CdL       | 1+0             | 0               | -                  | -                  | -                  | -           | -           | -           | 9      | 5      |
| 1983-1984             | West Ham Utd          | FD                    | 39         | 15         | FACup+CdL       | 4+4             | 0+4             | -                  | -                  | -                  | -           | -           | -           | 47     | 19     |
| 1984-1985             | West Ham Utd          | FD                    | 41         | 17         | FACup+CdL       | 5+4             | 4+3             | -                  | -                  | -                  | -           | -           | -           | 50     | 24     |
| 1985-1986             | West Ham Utd          | FD                    | 42         | 20         | FACup+CdL       | 7+3             | 4+2             | -                  | -                  | -                  | -           | -           | -           | 52     | 26     |
| 1986-1987             | West Ham Utd          | FD                    | 42         | 22         | FACup+CdL       | 5+6             | 1+5             | -                  | -                  | -                  | -           | -           | -           | 53     | 28     |
| 1987-1988             | West Ham Utd          | FD                    | 40         | 13         | FACup+CdL       | 2+2             | 2+0             | -                  | -                  | -                  | -           | -           | -           | 44     | 15     |
| 1988-1989             | Everton               | FD                    | 36         | 13         | FACup+CdL       | 8+5             | 0+2             | -                  | -                  | -                  | -           | -           | -           | 49     | 15     |
| 1989-1990             | Everton               | FD                    | 27         | 13         | FACup+CdL       | 5+3             | 2+0             | -                  | -                  | -                  | -           | -           | -           | 35     | 15     |
| 1990-1991             | Everton               | FD                    | 29         | 10         | FACup+CdL       | 2+3             | 0+1             | -                  | -                  | -                  | -           | -           | -           | 34     | 11     |
| 1991-1992             | Everton               | FD                    | 24         | 8          | FACup+CdL       | 2+4             | 0+1             | -                  | -                  | -                  | -           | -           | -           | 30     | 9      |
| 1992-1993             | Everton               | PL                    | 26         | 12         | FACup+CdL       | 0+3             | 1               | -                  | -                  | -                  | -           | -           | -           | 29     | 13     |
| 1993-1994             | Everton               | PL                    | 39         | 16         | FACup+CdL       | 2+5             | 0+3             | -                  | -                  | -                  | -           | -           | -           | 46     | 19     |
| ago. 1994             | Everton               | PL                    | 3          | 0          | FACup+CdL       | -               | -               | -                  | -                  | -                  | -           | -           | -           | 3      | 0      |
| Totale Everton        | Totale Everton        | Totale Everton        | 184        | 72         |                 | 42              | 10              |                    | -                  | -                  |             | -           | -           | 226    | 82     |
| 1994-1995             | West Ham Utd          | PL                    | 31         | 13         | FACup+CdL       | 2+3             | 1+1             | -                  | -                  | -                  | -           | -           | -           | 36     | 15     |
| 1995-1996             | West Ham Utd          | PL                    | 33         | 10         | FACup+CdL       | 3+3             | 0+2             | -                  | -                  | -                  | -           | -           | -           | 39     | 12     |
| ago.-set. 1996        | West Ham Utd          | PL                    | 3          | 0          | FACup+CdL       | 0+2             | 1               | -                  | -                  | -                  | -           | -           | -           | 5      | 1      |
| Totale West Ham       | Totale West Ham       | Totale West Ham       | 279        | 115        |                 | 56              | 30              |                    | -                  | -                  |             | -           | -           | 335    | 145    |
| ott. 1996-1997        | Selangor              | MPL                   | 24         | 14         | FAMCup+MC       | 7+0             | 3               | -                  | -                  | -                  | -           | -           | -           | 31     | 17     |
| 1997-1998             | Leicester City        | PL                    | 18         | 4          | FACup+CdL       | 2+1             | 1+0             | CU                 | 1                  | 0                  | -           | -           | -           | 22     | 5      |
| nov.-dic. 1997        | Birmingham City       | FD                    | 4          | 1          | FACup+CdL       | -               | -               | -                  | -                  | -                  | -           | -           | -           | 4      | 1      |
| 1998-1999             | Leicester City        | PL                    | 31         | 10         | FACup+CdL       | 1+5             | 1+5             | -                  | -                  | -                  | -           | -           | -           | 37     | 16     |
| 1999-2000             | Leicester City        | PL                    | 33         | 13         | FACup+CdL       | 2+3             | 0               | -                  | -                  | -                  | -           | -           | -           | 38     | 13     |
| ago. 2000             | Leicester City        | PL                    | 2          | 0          | FACup+CdL       | -               | -               | -                  | -                  | -                  | -           | -           | -           | 2      | 0      |
| Totale Leicester City | Totale Leicester City | Totale Leicester City | 84         | 27         |                 | 14              | 7               |                    | 1                  | 0                  |             | -           | -           | 99     | 34     |
| set.-ott. 2000        | Norwich City          | FD                    | 7          | 2          | FACup+CdL       | 0+2             | 1               | -                  | -                  | -                  | -           | -           | -           | 9      | 3      |
| ott. 2000-mar. 2001   | Barnet                | TD                    | 16         | 9          | FACup+CdL       | 2+0             | 1               | -                  | -                  | -                  | -           | -           | -           | 18     | 10     |
| mar.-giu. 2001        | Millwall              | SD                    | 2          | 0          | FACup+CdL       | -               | -               | -                  | -                  | -                  | -           | -           | -           | 2      | 0      |
| Totale carriera       | Totale carriera       | Totale carriera       | 602        | 240        |                 | 123             | 52              |                    | 1                  | 0                  |             | -           | -           | 726    | 292    |

### Cronologia presenze e reti in nazionale
| Cronologia completa delle presenze e delle reti in nazionale ― Inghilterra | Cronologia completa delle presenze e delle reti in nazionale ― Inghilterra | Cronologia completa delle presenze e delle reti in nazionale ― Inghilterra | Cronologia completa delle presenze e delle reti in nazionale ― Inghilterra | Cronologia completa delle presenze e delle reti in nazionale ― Inghilterra | Cronologia completa delle presenze e delle reti in nazionale ― Inghilterra | Cronologia completa delle presenze e delle reti in nazionale ― Inghilterra | Cronologia completa delle presenze e delle reti in nazionale ― Inghilterra |
| Data                                                                       | Città                                                                      | In casa                                                                    | Risultato                                                                  | Ospiti                                                                     | Competizione                                                               | Reti                                                                       | Note                                                                       |
| -------------------------------------------------------------------------- | -------------------------------------------------------------------------- | -------------------------------------------------------------------------- | -------------------------------------------------------------------------- | -------------------------------------------------------------------------- | -------------------------------------------------------------------------- | -------------------------------------------------------------------------- | -------------------------------------------------------------------------- |
| 10-9-1986                                                                  | Stoccolma                                                                  | Svezia                                                                     | 1 – 0                                                                      | Inghilterra                                                                | Amichevole                                                                 | -                                                                          | 58’                                                                        |
| 15-10-1986                                                                 | Londra                                                                     | Inghilterra                                                                | 3 – 0                                                                      | Irlanda del Nord                                                           | Qual. Euro 1988                                                            | -                                                                          | 84’                                                                        |
| 27-4-1988                                                                  | Budapest                                                                   | Ungheria                                                                   | 0 – 0                                                                      | Inghilterra                                                                | Amichevole                                                                 | -                                                                          | 83’                                                                        |
| 14-9-1988                                                                  | Londra                                                                     | Inghilterra                                                                | 1 – 0                                                                      | Danimarca                                                                  | Amichevole                                                                 | -                                                                          | 70’                                                                        |
| 19-10-1988                                                                 | Londra                                                                     | Inghilterra                                                                | 0 – 0                                                                      | Svezia                                                                     | Qual. Mondiali 1990                                                        | -                                                                          | 80’                                                                        |
| 23-5-1989                                                                  | Londra                                                                     | Inghilterra                                                                | 0 – 0                                                                      | Cile                                                                       | Amichevole                                                                 | -                                                                          | 71’                                                                        |
| 27-5-1989                                                                  | Glasgow                                                                    | Scozia                                                                     | 0 – 2                                                                      | Inghilterra                                                                | Amichevole                                                                 | -                                                                          | 75’                                                                        |
| Totale                                                                     |                                                                            | Presenze                                                                   | 7                                                                          |                                                                            | Reti                                                                       | 0                                                                          |                                                                            |

## Palmarès

### Club

#### Competizioni nazionali
- Coppa di Lega inglese: 1

Leicester City: 1999–2000

### Individuale
- Giovane dell'anno della PFA: 1

1986